# Jastrzębiec (województwo lubuskie)
Jastrzębiec – osada leśna w Polsce położona w województwie lubuskim, w powiecie gorzowskim, w gminie Lubiszyn. Według danych z 2004 r. liczyła 34 mieszkańców. Miejscowość została założona jako 'zakład' należący do Trzcinnej, od 1945 r. leży w granicach Polski.
W latach 1975–1998 miejscowość należała administracyjnie do województwa gorzowskiego.

## Położenie
Zgodnie z podziałem fizycznogeograficznym Polski według Kondrackiego teren, na którym położony jest Jastrzębiec należy do prowincji Niziny Środkowoeuropejskiej, podprowincji Pojezierza Południowobałtyckiego, makroregionu Pradolina Toruńsko-Eberswaldzka oraz w końcowej klasyfikacji do mezoregionu Równina Gorzowska.
Miejscowość leży 14 km na południowy wschód od Myśliborza.

## Demografia
Ludność w ostatnich 3 stuleciach:

## Historia
- XVIII w. - Jastrzębiec został założony jako 'zakład' (niem. Anlage) należący do Trzcinnej, w powiecie Myślibórz; oprócz tego pod nazwą Jastrzębiec (niem. Lichtefleck) funkcjonował okręg dworski (niem. Amtsbezirk) i nadleśnictwo (niem. Oberförsterei)
- 1801 – zakład (niem. Etablissement) Lichtenfleck należy do domeny Karsko (niem. Domaine Amt Karzig)[8]
- 1895 – leśniczówka (niem. Forsthaus) Jastrzębiec liczy 5 mieszkańców[6]
- 1910 – do nadleśnictwa Jastrzębiec należą: leśniczówka Zapadlisko (Dickebruch, 5 mieszkańców), leśniczówka Sołacz (Hufenbruch, 6 mieszkańców), kolonia Chocień (Landwehr, 83 mieszkańców), leśniczwóka Jastrzębiec (Lichtefleck, 6 mieszkańców) oraz Staw (Staffelde, 5 mieszkańców)[9]
- 1920 – wybudowano budynek nadleśnictwa

## Nazwa
Lichtenfleck 1801; Lichtefleck 1856, 1944; Jastrzębiec 1949.

## Administracja
Miejscowość należy do sołectwa Chłopiny-Jastrzębiec.

## Architektura
Park leśny krajobrazowy - założony na początku XX w., o powierzchni 9 ha. Głównym elementem kompozycji parku są stawy rybne, przez które przepływa rzeka Marwica. Przeważają drzewa liściaste, takie jak buk zwyczajny (Fagus sylvatica), brzoza brodawkowata (Betula pendula), dąb szypułkowy (Quercus robur), dąb czerwony (Quercus rubra), grab pospolity (Carpinus betulus), jesion wyniosły (Fraxinus excelsior), jesion wyniosły odmiana zwisająca (Fraxinus excelsior 'Pendul'), klon zwyczajny (Acer platanoides) i jawor (Acer pseudoplatanus), kasztanowiec zwyczajny (Aesculus hippocastanum), robinia akacjowa (Robinia pseudoacacia), olsza czarna (Alnus glutinosa), topola osika (Populus tremula), topola szara (Populus cancescens), wiąz pospolity (Ulmus minor) i górski (Ulmus glabra); wśród gatunków drzew iglastych można wymienić: daglezja zielona (Pseudotsuga menziessi), modrzew europejski (Larix decidua), sosna zwyczajna (Pinus sylvestris) i wejmutka (Pinus strobus), świerk pospolity (Picea abies) oraz żywotnik zachodni (Thuja occidentalis) i olbrzymi (Thuja plicata). Wpisany do rejestru zabytków.

## Edukacja i nauka
Uczniowie uczęszczają do szkoły podstawowej w Ściechowie (klasy I–III) i Lubiszynie (klasy IV–VI) oraz do gimnazjum w Ściechowie.

## Religia
Wierni Kościoła rzymskokatolickiego należą do parafii rzymskokatolickiej pw. św. Antoniego w Ściechowie. Nie ma własnego kościoła.